# Francesco Borgia
Francesco Borgia (in spagnolo Francisco de Borja y Aragón; Gandia, 28 ottobre 1510 – Roma, 30 settembre 1572) è stato il IV duca di Gandia e ricoprì la carica di viceré di Catalogna. Rimasto vedovo, entrò nella Compagnia di Gesù e divenne sacerdote: nel 1565 fu eletto preposito generale dell'ordine. È stato proclamato santo da papa Clemente X nel 1670.

## Biografia
Nacque nella famosa famiglia Borgia di origini spagnole, figlio di Juan de Borja y Enriquez e di Juana de Aragón y Gurrea; suo nonno paterno, Giovanni Borgia, secondo duca di Gandia, era uno dei figli di Rodrigo Borgia (divenuto poi papa Alessandro VI), il quale quindi era suo bisnonno; il nonno materno era l'arcivescovo di Saragozza Alfonso, figlio naturale del re Ferdinando II d'Aragona. Sua zia paterna era invece Isabella Borgia Enriquez, badessa in odore di santità con il nome di Francesca di Gesù.
Crebbe a Saragozza e all'età di dodici anni fu inviato come paggio a Tordesillas; qui assisteva la regina Giovanna la Pazza, che, dopo la scomparsa del marito, si era ivi ritirata insieme alla figlia, l'infanta Caterina. Dal 1528 fu a Valladolid presso Carlo V: entrò presto nelle grazie dell'imperatrice Isabella del Portogallo, che lo nominò Marchese di Lombay e lo fece sposare alla nobildonna portoghese Eleonora de Castro (1512-1546), da cui ebbe otto figli. Uno dei suoi nipoti fu Francisco de Borja y Aragón. Egli seguì l'imperatore Carlo V in numerosi viaggi; nel 1535 fu in Tunisia, poi in Provenza.
Nel maggio 1538 l'imperatrice Isabella morì ed egli fu profondamente colpito dalla visione del cadavere ormai in avanzata fase di decomposizione di quella che fu una delle bellezze del suo tempo, e dal sermone pronunciato da Giovanni d'Ávila durante la funzione funebre. Da quel momento diede inizio a un cammino di accostamento alla fede cattolica e alla vita evangelica; cominciò a dedicarsi allo studio della teologia, ottenendo il dottorato. Il 26 giugno 1539 fu nominato Viceré di Catalogna. Nel 1546 sua moglie Eleonora morì, ed egli si pose sotto la direzione spirituale dei padri gesuiti. Il 1º febbraio 1548 emise i voti solenni ed entrò nella Compagnia di Gesù, ma ottenne una particolare dispensa per restare nel secolo fino a quando non avesse assolto i suoi doveri di genitore per gli otto figli.
Il 23 ottobre 1550 raggiunse Roma, dove venne ordinato sacerdote e divenne uno dei principali collaboratori di Ignazio di Loyola. Contribuì con una grande somma di denaro all'istituzione del "Collegio romano", l'attuale Università Gregoriana, e fu incaricato di controllare la diffusione dell'Ordine nella penisola iberica. Il 10 giugno 1554 fu nominato "Commissario generale" in Spagna. Rifiutò la nomina a cardinale proposta prima da papa Giulio III e poi da Pio IV, Pio V e infine Gregorio XIII. Nel 1565 fondò le missioni gesuite in Perù e in Florida. Fu anche nominato esecutore testamentario di Carlo V. Richiamato da Pio IV, nel 1561 tornò a Roma, dove strinse amicizia con i cardinali Michele Ghislieri e Carlo Borromeo e, il 20 gennaio 1565, venne nominato "Vicario Generale" della Compagnia.
Il 2 luglio 1565 venne eletto "Preposito Generale" della Compagnia di Gesù, succedendo a Diego Laínez. Diede un grande impulso all'attività missionaria dell'Ordine in India, Brasile e Giappone. Per quanto riguarda la formazione spirituale e intellettuale dei giovani religiosi, emanò nuove regole sui costumi e gli studi dei novizi, per loro fece costruire la "Casa" e la chiesa di Sant'Andrea al Quirinale. Sotto il pontificato di Pio V fu incaricato di assistere il "Cardinal Nepote" Michele Bonelli nelle sue missioni diplomatiche, ma questi viaggi furono fatali per la sua salute cagionevole: morì a Roma nel 1572, poco dopo aver rifiutato di nuovo la nomina a porporato da parte del neoeletto Gregorio XIII.

## Il culto
Papa Urbano VIII lo proclamò beato il 23 novembre 1624 essendo verificatasi la guarigione della nipote del Duca di Lerma (del quale Francesco Borgia era il nonno materno) dopo che fu richiesta la sua esplicita intercessione. Il 20 giugno 1670 fu canonizzato da papa Clemente X.
La sua memoria liturgica cade il 30 settembre (il 10 ottobre secondo il calendario della Messa tridentina).

## Discendenza
Da sua moglie Eleonora de Castro ebbe otto figli, cinque maschi e tre femmine:
- Carlo de Borja y Castro (1530-1592), V Duca di Gandia. Nel 1548 sposò Maddalena de Centelles y Cardona ed ebbe quattro figli e tre figlie, fra cui:
  - Francesco Tommaso de Borja y Centelles (1551-1595), VI Duca di Gandia. Nel 1572 sposo Giovanna de Fernandez y Velasco ed ebbe sei figli e due figlie, più un figlio e una figlia illegittimi, fra cui:
    - Íñigo de Borja y Velasco (1575-1622)
    - Gaspar de Borja y Velasco (1580-1645)
    - Baltasar de Borja y Velasco  (1586-1622)[3]
- Isabella de Borja y Castro (1532-1558). Nel 1548 sposò Francesco Gomez de Sandonal y Rojas, conte di Lerma, ed ebbe un figlio:
  - Francesco Gómez de Sandoval, I duca di Lerma (1553-1625). Ebbe:
    - Giovanna Gomez de Sandoval (m. 1624). Ebbe:
      - Luisa di Guzman (1613-1666). Regina consorte di Portogallo.
- Giovanni de Borja y Castro, I conte di Mayalda (1533-1606). Nel 1552 sposò Lorenza de Onaz y Loyola ed ebbe quattro figlie. Rimase vedovo nel 1575 e si risposò con Francesca de Aragon y Barredo, da cui ebbe cinque figli, fra cui:
  - Francesco de Borja y Aragon, principe di Squillace (1581-1658)
- Alvar de Borja y Castro (1534-1594). Sposò sua nipote Elvira de Enriquez y Borja (figlia di Giovanna Francesca) ed ebbe due figli e quattro figlie.
- Giovanna Francesca de Borja y Castro (1536-?). Nel 1550 sposò Giovanni de Enriquez y Almansa y Rojas, marchese di Alcanices, ed ebbe una figlia, Elvira de Enriquez y Borja.
- Fernando de Borja y Castro (1537-?). Sposò Violante de Armendia ed ebbe un figlio:
  - Juan Buenaventura de Borja y Armendia (1564-1628)
- Dorotea de Borja y Castro (1538-1552). Suora clarissa.
- Alfonso de Borja y Castro (1539-?). Nel 1567 sposò Eleonora de Norona, senza discendenza.

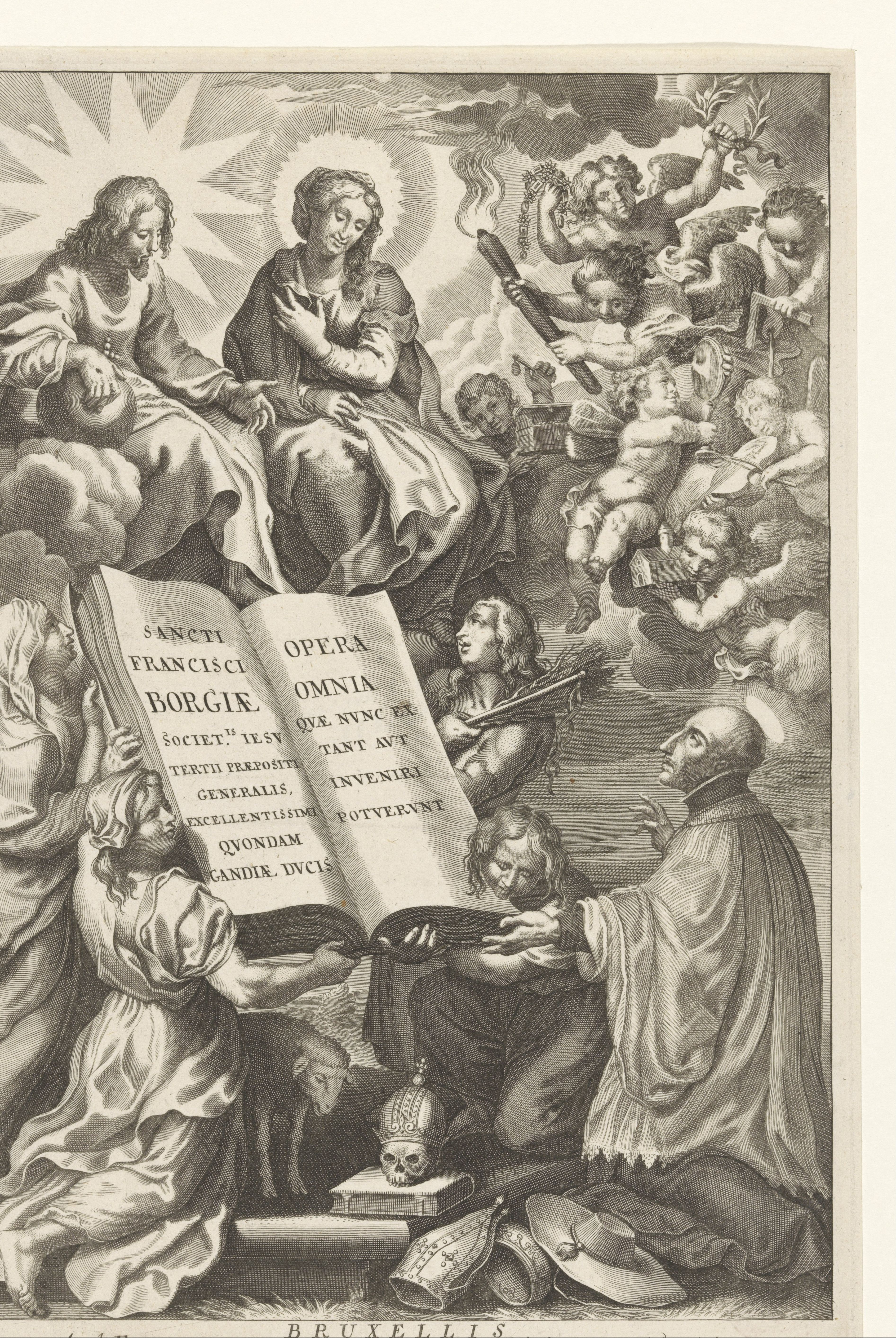
Francesco Borgia, Opera Omnia, Bruxelles, François Foppens, 1675

## Ascendenza
|                                 |                         |                                  | Genitori                            |  |  | Nonni |  |  | Bisnonni           |  |  | Trisnonni               |  |
|                                 |                         |                                  |                                     |  |  |       |  |  | Papa Alessandro VI |  |  | Jofré Llançol i Escrivà |  |
|                                 |                         |                                  |                                     |  |  |       |  |  | Papa Alessandro VI |  |  | Jofré Llançol i Escrivà |  |
|                                 |                         | Isabel de Borja                  |                                     |  |  |       |  |  | Papa Alessandro VI |  |  |                         |  |
| Giovanni Borgia, duca di Gandia |                         |                                  |                                     |  |  |       |  |  | Papa Alessandro VI |  |  |                         |  |
|                                 |                         | Vannozza Cattanei                | Giacomo Cattanei                    |  |  |       |  |  |                    |  |  |                         |  |
|                                 |                         | Vannozza Cattanei                | Giacomo Cattanei                    |  |  |       |  |  |                    |  |  |                         |  |
|                                 |                         | Vannozza Cattanei                | Mencia Pinctoris                    |  |  |       |  |  |                    |  |  |                         |  |
| Giovanni Borgia, duca di Gandia |                         | Vannozza Cattanei                |                                     |  |  |       |  |  |                    |  |  |                         |  |
|                                 |                         | Don Enrique Enriquez y Fernández | Federico Enríquez de Mendoza        |  |  |       |  |  |                    |  |  |                         |  |
|                                 |                         | Don Enrique Enriquez y Fernández | Federico Enríquez de Mendoza        |  |  |       |  |  |                    |  |  |                         |  |
|                                 |                         | Don Enrique Enriquez y Fernández | Doña Teresa Fernández y de Quiñonès |  |  |       |  |  |                    |  |  |                         |  |
| Maria Enriquez de Luna          |                         | Don Enrique Enriquez y Fernández |                                     |  |  |       |  |  |                    |  |  |                         |  |
|                                 |                         | Doña Maria de Luna y Herrera     | Don Pedro de Luna y Manoel          |  |  |       |  |  |                    |  |  |                         |  |
|                                 |                         | Doña Maria de Luna y Herrera     | Don Pedro de Luna y Manoel          |  |  |       |  |  |                    |  |  |                         |  |
|                                 |                         | Doña Maria de Luna y Herrera     | Doña Elvira de Herrera y Ayala      |  |  |       |  |  |                    |  |  |                         |  |
| San Francesco Borgia            |                         | Doña Maria de Luna y Herrera     |                                     |  |  |       |  |  |                    |  |  |                         |  |
|                                 | Ferdinando II d'Aragona | Giovanni II d'Aragona            |                                     |  |  |       |  |  |                    |  |  |                         |  |
|                                 | Ferdinando II d'Aragona | Giovanni II d'Aragona            |                                     |  |  |       |  |  |                    |  |  |                         |  |
|                                 | Ferdinando II d'Aragona | Giovanna Enríquez                |                                     |  |  |       |  |  |                    |  |  |                         |  |
| Arcivescovo Alfonso d'Aragona   | Ferdinando II d'Aragona |                                  |                                     |  |  |       |  |  |                    |  |  |                         |  |
|                                 |                         | Aldonza Ruiz de Iborre y Alemany | Pedro Ruiz y Alemany                |  |  |       |  |  |                    |  |  |                         |  |
|                                 |                         | Aldonza Ruiz de Iborre y Alemany | Pedro Ruiz y Alemany                |  |  |       |  |  |                    |  |  |                         |  |
|                                 |                         | Aldonza Ruiz de Iborre y Alemany | Aldonza de Iborre                   |  |  |       |  |  |                    |  |  |                         |  |
| Juana de Aragón y Gurrea        |                         | Aldonza Ruiz de Iborre y Alemany |                                     |  |  |       |  |  |                    |  |  |                         |  |
|                                 |                         | Don Juan López de Gurrea         | Miguel de Gotor                     |  |  |       |  |  |                    |  |  |                         |  |
|                                 |                         | Don Juan López de Gurrea         | Miguel de Gotor                     |  |  |       |  |  |                    |  |  |                         |  |
|                                 |                         | Don Juan López de Gurrea         | Blanca de Gurrea                    |  |  |       |  |  |                    |  |  |                         |  |
| Ana de Gurrea y de Gurrea       |                         | Don Juan López de Gurrea         |                                     |  |  |       |  |  |                    |  |  |                         |  |
|                                 |                         | Catalina López de Gurrea         | Lope de Gurrea y Entenza            |  |  |       |  |  |                    |  |  |                         |  |
|                                 |                         | Catalina López de Gurrea         | Lope de Gurrea y Entenza            |  |  |       |  |  |                    |  |  |                         |  |
|                                 |                         | Catalina López de Gurrea         | Teresa de Entenza                   |  |  |       |  |  |                    |  |  |                         |  |
|                                 |                         | Catalina López de Gurrea         |                                     |  |  |       |  |  |                    |  |  |                         |  |